# Frontopsylla chaetophora
Frontopsylla chaetophora är en loppart som beskrevs av Mikulin 1958. Frontopsylla chaetophora ingår i släktet Frontopsylla och familjen smågnagarloppor. Inga underarter finns listade i Catalogue of Life.